# OGLE-2005-BLG-390Lb
OGLE-2005-BLG-390L b — екзопланета біля зірки OGLE-2005-BLG-390L у сузір'ї Скорпіона. Виявлена за допомогою методу гравітаційного мікролінзування у 2006 році в рамках проєкту Optical Gravitational Lensing Experiment, яким керує професор Анджей Удальський, співавтор відкриття екзопланети OGLE-2005-BLG-390L b.
На квітень 2011 року планетна система зірки OGLE-2005-BLG-390L була найвіддаленішою від Сонця з усіх відомих планетних систем (21 500 ± 3300 св. років).
Планета є надземлею, яка обертається на середній відстані 2,6 а. о. від своєї зірки. Маса планети — 5,5 мас Землі. Температура поверхні планети оцінюється всього в 50 K, оскільки материнська зірка — тьмяний червоний карлик.